# Ludwig Fuchs (Politiker, 1808)
Adolf Ludwig Gustav Fuchs (* 26. Februar 1808 in Hohenleuben; † 17. Mai 1861 ebenda) war ein deutscher Rechtsanwalt und Politiker.

## Leben
Fuchs war der Sohn des Advokaten und Amtsaktuars Heinrich Georg Christian Fuchs und dessen Ehefrau Rosina geborene Fink aus Wilde Taube. Fuchs, der evangelisch-lutherischer Konfession war, heiratete am 6. Mai 1843 in Hohenleuben Christiane Juliane Künzel (* 25. Februar 1815 in Hohenleuben; † 29. April 1894 ebenda), die Tochter des Fleischhauers und Oberjägers Christian Friedrich Künzel in Hohenleuben. Moritz Fuchs war ein Bruder.
Fuchs studierte Staats- und Rechtswissenschaften und wurde Advokat und Notar in Hohenleuben. Dort war er auch Mitglied im Vogtländischen Altertumsforschenden Verein.
Vom 2. Oktober 1848 bis zum 21. Dezember 1849 war er Mitglied im Landtag Reuß jüngerer Linie. Dort war er erster bzw. zweiter Schriftführer.